# NGC 6081
NGC 6081 = IC 1202 ist eine 13,5 mag helle linsenförmige Galaxie mit aktivem Galaxienkern vom Hubble-Typ S0 im Sternbild Herkules am Nordsternhimmel. Sie ist schätzungsweise 235 Millionen Lichtjahre von der Milchstraße entfernt und hat einen Durchmesser von etwa 125.000 Lichtjahren.
Im selben Himmelsareal befinden sich u. a. die Galaxien IC 1199 und IC 1205.
Das Objekt wurde am 26. Juni 1870 von Édouard Stephan entdeckt. Lewis A. Swifts Beobachtung am 7. April 1888, mit identischer Beschreibung an gleicher Position, wurde von Dreyer nicht als Duplikat erkannt und führte unter IC 1202 zu einem Eintrag im Index-Katalog.